# Jaiden Animations
 (mai 2023).
La mise en forme du texte ne suit pas les recommandations de Wikipédia : il faut le « wikifier ».
Les points d'amélioration suivants sont les cas les plus fréquents. Le détail des points à revoir est peut-être précisé sur la page de discussion.
- Les titres sont pré-formatés par le logiciel. Ils ne sont ni en capitales, ni en gras.
- Le texte ne doit pas être écrit en capitales (les noms de famille non plus), ni en gras, ni en italique, ni en « petit »…
- Le gras n'est utilisé que pour surligner le titre de l'article dans l'introduction, une seule fois.
- L'italique est rarement utilisé : mots en langue étrangère, titres d'œuvres, noms de bateaux, etc.
- Les citations ne sont pas en italique mais en corps de texte normal. Elles sont entourées par des guillemets français : « et ».
- Les listes à puces sont à éviter, des paragraphes rédigés étant largement préférés. Les tableaux sont à réserver à la présentation de données structurées (résultats, etc.).
- Les appels de note de bas de page (petits chiffres en exposant, introduits par l'outil «  Source ») sont à placer entre la fin de phrase et le point final[comme ça].
- Les liens internes (vers d'autres articles de Wikipédia) sont à choisir avec parcimonie. Créez des liens vers des articles approfondissant le sujet. Les termes génériques sans rapport avec le sujet sont à éviter, ainsi que les répétitions de liens vers un même terme.
- Les liens externes sont à placer uniquement dans une section « Liens externes », à la fin de l'article. Ces liens sont à choisir avec parcimonie suivant les règles définies. Si un lien sert de source à l'article, son insertion dans le texte est à faire par les notes de bas de page.
- La présentation des références doit suivre les conventions bibliographiques. Il est recommandé d'utiliser les modèles {{Ouvrage}}, {{Chapitre}}, {{Article}}, {{Lien web}} et/ou {{Bibliographie}}. Le mode d'édition visuel peut mettre en forme automatiquement les références.
- Insérer une infobox (cadre d'informations à droite) n'est pas obligatoire pour parachever la mise en page.

Pour une aide détaillée, merci de consulter Aide:Wikification.
Si vous pensez que ces points ont été résolus, vous pouvez retirer ce bandeau et améliorer la mise en forme d'un autre article.
 (avril 2023).
Jaiden Dittfach, connue en ligne sous le nom de Jaiden Animations,,, est une YouTubeuse et animatrice américaine née le 27 septembre 1997 en Arizona. Ses vidéos, réalisées sous forme d'animations, explorent différents sujets, allant de ses expériences à des histoires personnelles. Aujourd'hui, elle crée principalement des vidéos centrées sur des histoires de jeux vidéo.
Ses quatre chaînes YouTube ont collectivement accumulé plus de 13.3 millions d'abonnés et plus de 2,57 milliards de vues en juillet 2024. Lors de la 10e édition des Streamy Awards en 2020, elle a reçu un Streamy Award dans la catégorie Animation,, prix auquel elle a aussi été nommée à deux reprises en 2018 et 2021.

## Biographie

### Débuts
Avant de travailler sur sa propre chaîne, Dittfach a collaboré avec d'autres Youtubeurs sur leurs chaînes, notamment iHasCupquake.

### Chaîne éponyme
Jaiden Dittfach a créé sa chaîne YouTube en 2014, alors qu'elle était âgée de 16 ans,. En 2016 et 2017, la chaîne de Jaiden a commencé à devenir une tendance sur le site web, devenant ainsi plus visible pour de plus grandes audiences,,.
Dittfach télécharge principalement des vidéos animées sur YouTube qui racontent des histoires sur sa vie personnelle,,. Ces vidéos abordent souvent des sujets tels que les relations toxiques, la positivité du corps, l'anxiété et la dépression. Elle crée également des vidéos centrées sur ses voyages et les jeux vidéo, tels que Pokémon,,,.
Le 1er juin 2021, sa chaîne YouTube a atteint 10 millions d'abonnés. En décembre 2021, elle est nommée aux 11e Streamy Awards dans la catégorie Animated. En 2022, elle signe avec la Creative Artists Agency. En mars 2022, Jaiden Dittfach publie sa vidéo Being Not Straight, dans laquelle elle se déclare aromantique et asexuelle, familièrement appelée aro-ace. YouTube a classé la vidéo dans sa liste des top trending videos de 2022, car elle a atteint plus de 17 millions de vues à la fin de l'année.

### Collaborations et autres apparitions
Avec son collègue TheOdd1sOut, Jaiden Dittfach fait partie de Animation Squad, un groupe d'animateurs qui créent fréquemment des vidéos ensemble. Sa chaîne est gérée par le réseau multicanal Channel Frederator. En décembre 2017, Jaiden Dittfach est apparu dans YouTube Rewind : The Shape of 2017, le premier épisode de YouTube Rewind à inclure des animateurs de YouTube. En septembre 2018, elle a reçu une nomination dans la catégorie Animé pour les 8e Streamy Awards. Dans YouTube Rewind 2018 : Everyone Controls Rewind, elle réalise une animation mettant en scène la chaise de PewDiePie.
En mars 2019, Jaiden Dittfach a participé à un tournoi de pistolets airsoft organisé par le YouTubeur MrBeast et sponsorisé par le développeur de jeux Electronic Arts. L'événement, organisé afin de promouvoir la sortie d'Apex Legends, comptait 36 joueurs, tous des influenceurs YouTube de premier plan. En janvier 2021, Jaiden Dittfach apparaît dans YIAY Time : The Game Show, un programme comique YouTube Original animé par Jack Douglass. Elle apparaît également fréquemment dans le jeu d'improvisation Scribble Showdown avec TheOdd1sOut, Domics, RubberRoss, Egoraptor et Emirichu.

## Altruisme
En avril 2019, Jaiden Dittfach a publié une vidéo encourageant les gens à faire un don à Bird Gardens of Naples, un sanctuaire d'oiseaux à but non lucratif en Floride, via une campagne GoFundMe. En neuf semaines, la campagne avait recueilli plus de 22 000 $. Jaiden faisait également partie des nombreuses personnalités des médias sociaux qui ont fait un don à la collecte de fonds Team Trees en 2019. Pour la Journée mondiale de la santé en avril 2020, Elle a participé à #HopeFromHome, un livestream caritatif initié par son collègue YouTubeur Jacksepticeye qui a recueilli plus de 260 000 $ pour les secours de Covid-19,.
En octobre 2021, Dittfach a participé à un tournoi de charité pour le jeu vidéo Nickelodeon All-Star Brawl organisé par le YouTubeur Alpharad et Coney de l'organisation esports Panda Global, en jouant le personnage CatDog. Dans sa campagne, elle a recueilli plus de 73 000 $ après avoir téléchargé une vidéo maintenant supprimée demandant des dons pour aider à choisir CatDog comme le personnage qu'elle souhaitait jouer pour le tournoi.

## Vie privée
En 2016, Jaiden Dittfach a déclaré dans une vidéo qu'elle résidait en Arizona. Dans une autre vidéo, postée en 2018, elle a déclaré qu'elle avait déménagé en Californie. Le 20 mars 2022, dans sa vidéo intitulée Being Not Straight, Dittfach fait son coming out en tant qu'aromantique et asexuelle, également connue sous le nom d'aro-ace.

## Filmographie

### Animation
- 2017 : YouTube Rewind : Shape of 2017
- 2018 : YouTube Rewind 2018 :  Everyone Controls Rewind

#### Interprétation vocale
- 2018 : YouTube Rewind 2018 : Everyone Controls Rewind (propre rôle)

## Émissions de téléréalité
- 2020 : The Creator Games (propre rôle)
- 2021 : YIAY Time : The Game Show (propre rôle)

## Discographie
- 2018 : Empty (avec Boyinaband)
- 2021 : Rise Above (avec Rainych)
- 2022 : Rise Above (English Version) (avec Rainych et Illberg)
- 2022 : Rise Above (Japanese Version) (avec Rainych et Illberg)